# Carl Ludwig Junker
Pour les articles homonymes, voir Junker.
Carl Ludwig Junker, né le 3 août 1748 à Kirchberg an der Jagst et mort le 30 mai 1797 à Ruppertshofen, est un auteur et compositeur de musique et d'art, théoricien, pédagogue et théologicien allemand.

## Biographie
Carl Ludwig Junker naît le 3 août 1748 à Kirchberg an der Jagst.
Il passe sa petite enfance à la cour de Hohenlohe-Kirchberg, dans le sud de l'Allemagne, où son père est conseiller de cour et son parrain, Johann Valentin Tischbein, peintre de cour. Il est éduqué aux côtés du fils du prince, il suit des cours de musique et d'art, avant de faire des études de théologie.
Partisan de l'Empfindsamkeit, il publie notamment, à Berne, en 1776, une brochure intitulée Zwanzig Componisten, eine Skizze (Esquisse sur vingt compositeurs) en critiquant un élément de la musique « moderne » représentée par Joseph Haydn.
Deux concertos pour le même instrument, composés par Junker, sont également publiés. En outre, il composa vingt-quatre symphonies (perdues), treize pièces pour le piano et plusieurs œuvres vocales.
Il meurt le 30 mai 1797 à Ruppertshofen.

## Publications
- Einige der vornehmsten Pflichten eines Kapellmeisters oder Musikdirektors, Winterthur, Edit. Steiner, 1782
- Tonkunst; Bern, 1777
- Zwanzig Componisten; Bern, 1776
- Portefeuille für Musikliebhaber; Leipzig, Bern, 1792
- Grundsätze der Mahlerey; Zürich, 1775, Orell
- Betrachtungen über Mahlerey, Ton- und Bildhauerkunst; Basel, 1778, Serini
- Ueber den Werth der Tonkunst, Bayreuth, Édit. Lübeck, 1786
- Erste Grundlage zu einer ausgesuchten Sammlung neuer Kupferstiche Bern, 1776
- Jupiter, eine Antike; Nürnberg, 1788, Grattenauer